# دکل کشتی

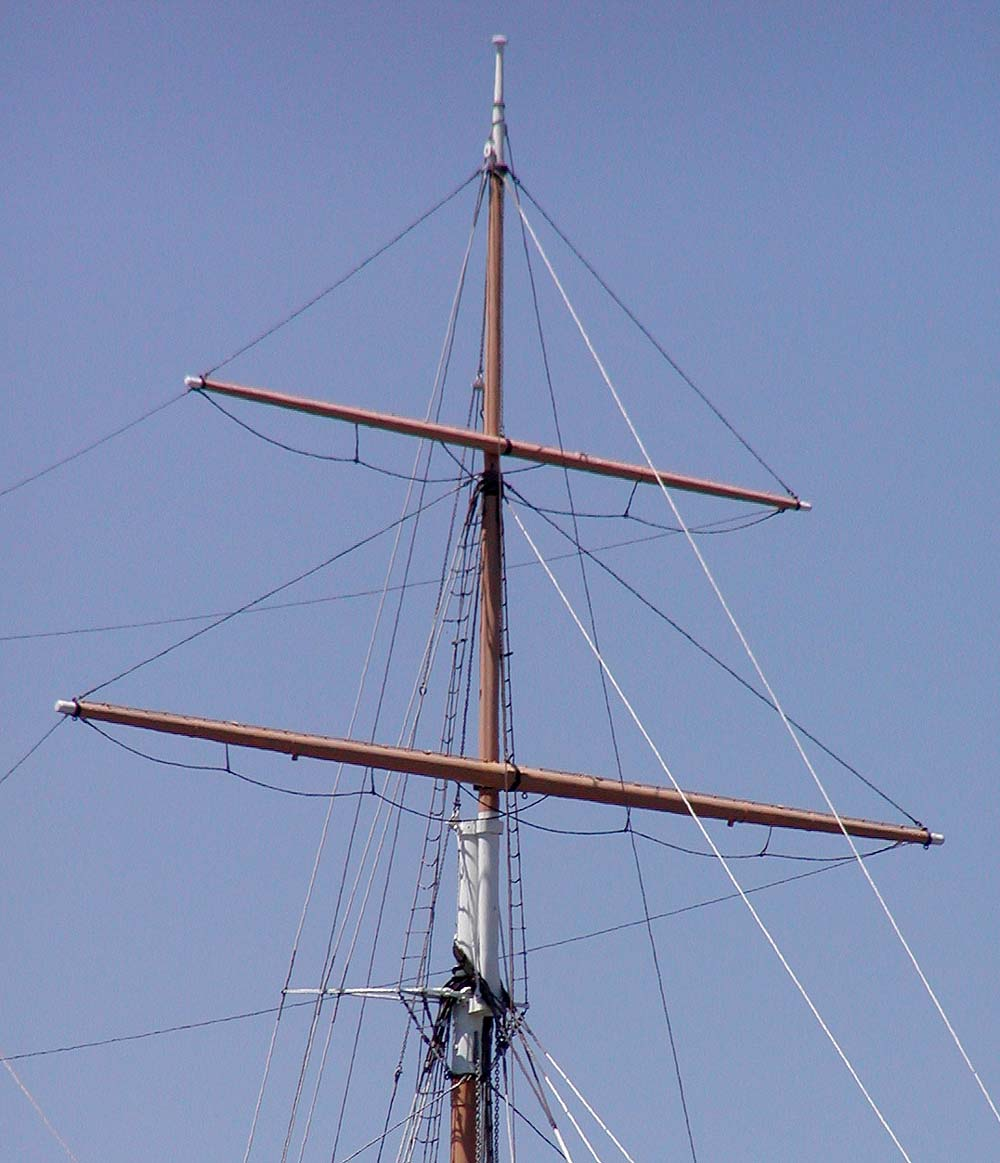
دکل اصلی کشتی

دکل یکی از اجزای اصلی کشتی‌های بادبانی می‌باشد و عبارتست از تیرکی عمودی از جنس چوب یا فلز که بر روی محور تقارن کشتی یا قایق نصب می‌شود مسئولیت برافراشته نگه‌داشتن بادبان یا بادبان‌ها را بر عهده دارد. تعداد و اندازه و نحوه چینش دکل‌ها با توجه به نوع شناور، تعیین می‌شوند. اغلب دیرک‌ها توسط مهاربندهایی، پایدار می‌شوند.
کاربرد دکل ها بر کشتی ها فقط و فقط جهت نصب بادبان نیستندوکاربردهای متنوع دیگری نیز دارند مثل بکسل کردن، لنگر انداختن و...که می توان مفصل به آنها پرداخت.